# 索马里板块

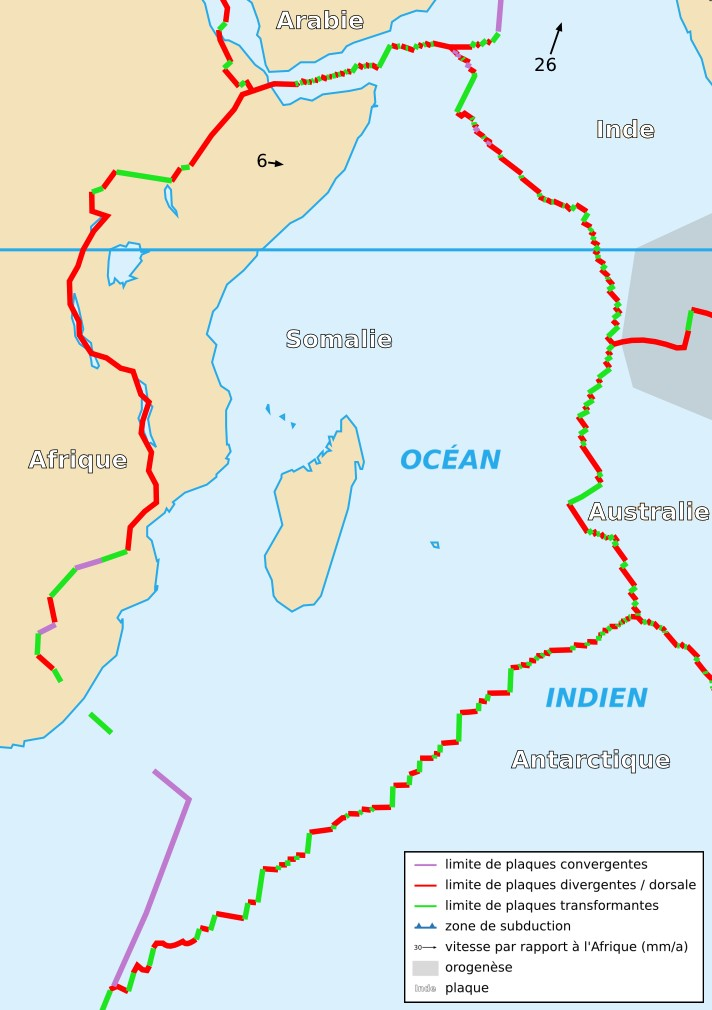
索马里板块

索马里板块是正在形成中的一个板块。它是非洲板块的一部分，因为裂谷作用，正在向东移动。由这一裂谷作用形成的东非大裂谷即是索马里板块和它西边非洲板块的另一部分努比亚板块的分界，沿裂谷形成了许多湖泊和火山，在火山中最著名的就是乞力马扎罗山。
索马里板块的西界已如上述。其北界是印度洋中洋脊的北段嘉士伯海岭向亚丁湾中的延伸，该海岭以北即是阿拉伯板块。索马里板块的北界和西界都是离散边界，它们在阿費爾窪地相会，形成一个三联点。索马里板块的东界是西南印度洋脊，隔之与印度-澳大利亚板块相邻。由于东非大裂谷向南进入莫桑比克境内即逐渐消失，因此索马里板块的南界现在还不清楚。就目前的资料来看，它和努比亚板块在南段似乎并未分离，而仍连在一起，而且因为东非大裂谷很可能是一条夭折裂谷，在未来的地质发展过程未必会一直扩张下去，因此这两个板块将来也未必会彻底分离开来；所以有人认为它们还够不上板块的级别，更恰当的称呼是索马里亚板块和努比亚亚板块。
对科摩罗群岛和马达加斯加岛北部的火山的年龄测定显示，相对于造成这些火山的热点，索马里板块向东运动的速度大约是45毫米／年。